# Overmaatzuiger
Een overmaatzuiger is een vervangings-zuiger van een auto of motorfiets
Een overmaatzuiger heeft een iets grotere diameter dan de originele. Door toepassing van overmaatzuigers kan het vervangen van de cilinderbussen bij slijtage achterwege blijven. De cilinders moeten wel opgeboord worden.
Na meerdere revisies van een motor met overmaatzuigers is het echter nodig duurdere reparaties uit te voeren: nieuwe cilinderbussen of zelfs geheel nieuwe cilinders.